# Urshults landskommun
Urshults landskommun var en tidigare kommun i Kronobergs län.

## Administrativ historik
När 1862 års kommunalförordningar trädde i kraft den 1 januari 1863 inrättades i Sverige cirka 2 400 landskommuner samt 89 städer och ett mindre antal köpingar. Då inrättades i Urshults socken i Kinnevalds härad i Småland denna kommun.
Den första av 1900-talets riksomfattande kommunreformer i Sverige år 1952 påverkade inte Urshult, som kvarstod som egen kommun fram till nästa indelningsreform 1971, då området tillfördes  Tingsryds kommun.
Kommunkoden 1952–70 var 0715.

### Kyrklig tillhörighet
I kyrkligt hänseende tillhörde kommunen Urshults församling.

### Beskrivning av Urshults kommun i Svenska orter: atlas över Sverige med ortbeskrivning
Urshult Kommun i Kronobergs län, i Kinnevalds härad, tillhör Ryds landsfiskaldistrikt,
Konga och Kinnevalds fögderi, och tillhör Mellersta Värends domsaga och Kinnevalds härads väghållningsdistrikt samt utgör ett eget pastorat i Växjö stift i Kinnevalds kontrakt.
Kyrkan byggdes åren 1805—1810. Ett Förslag till restaurering framlades 1930. Socknens äldsta kyrka var av trä, och låg på Vemboö. Såväl denna, som dess efterträdare, har brunnit. En tredje träkyrka byggdes nära den nuvarande; men revs år 1910. Vid kyrkan ligger det bäst bevarade komplexet av de för landskapet i äldre tid så utmärkande kyrkstallarna, små, relativt låga byggnader, placerade med gavlarna mot vägen och ägda av olika gårdar i socknen.
Urshults kommun är starkt kuperad och synnerligen sjörik. Delvis inom Urshult ligger sjöarna Åsnen och Mien. Jorden utgöres av stenbundet morängrus. De odlade bygderna äro spridda och omgivas av lövskog. Urshult har rätt betydande fruktodling. Huvudnäring är jordbruk med boskapsskötsel. Av vikt är även skogsbruket. 
Jårnvägstationer: Rösmåla, Urshult och Sjöryd (hållplats) på linjen Norraryd—Kvarnamåla. Busslinje Vasabro—Sundslätt — Odenslanda — Växjö,

### Byar
Aramo, Berg, Bergaryd, Borgön, Bosmåla, Bredaslätt, Buskahult, Buskaboda, Bäckaskog, Degerhaga, Degersnäs, Drakamåla, Dunshult, Dunsmåla, Ekeberg,Esbjörnamåla, Froaryd, Frösjöhult, Fålaboda, Förnan, Grynteboda, Gåsalycke, Hagsjöryd, Hallaslätt, Havralycke, Hultalycke, Hunnamåla, Hunshult, Hässleholm, Hätteboda, Högagärde, Jungfrumåla, Karatorp, Klasamåla, Kunninge, Kämpamåla, Kärr, Kärrsgärde, Långaryd, Midingsbråte, Midingstorp, Mjölknabben, Munkanäs, Möeklehult, Odensvallahult, Olofslycke, Rotahult, Räveboda, Rönnekulla, Rörvik, Rösmåla, Rössvik,Sannahult, Segersnäs, Sjöaryd, Skallerlid,Skillingsmåla, Smöramåla, Stengårdsslätt, Sundslätt, Sångaremåla, Torsatorp, Tryteke, Trehörna, Tåget, Törnabygd, Ugglekull, Utnäs, Västerbotorp, Älmehult, Äskekulla och Örnhult;

### Hemman
Bastaremåla, Bergön, Gydingsmåla, Hackekvarn, Igelön, Jätsbygd, Möllekulla, Raftamåla, Sjöalycke, Sävsjömåla och

### Urshult kommun
Areal (1931): 24 088. har, varav 16 591 land. Ägoslag (1927): åker 2 393 har, trädgård 76, slåtteräng 418, ordnad betesäng 21, annanbetesäng 759, skogsmark 11873 och övrig mark 1 051. Folkmängd i kommunen 4 248 år 1921, 3 978 år 1931. Taxeringsvärde å skattepliktig fastighet (1930): å jordbruksfatighet 4 400 500 kr., varav 2 917 200 jordbruksvärde 1473 300 skogsvärde och 10 000 tomt- och industrivärde, å annan fastighet 1 038 700. Taxeringsvärde å skattefri fastighet (1930): å annan fastighet tillhörig staten 1000 kr., kommuner med flera 215 600, varav kyrkan 75 000, 12 folkskolor 82 000, ålderdomshem 40 000 och epidmisjukhus 4 000. Till kommunal inkomstskatt taxerad inkomst (1930): svenska aktiebolag och solidariska bankbolag 4 190 kr., andra skattskyldiga 1 217 888. Antal skattekronor (1931): 7 753. Kommunalskatt (1931): 7,00 kr., varav borgerlig kommun 3,00, kyrkan 1,20 och skolan 2,80. Landstinqsskatt (1931): 2,00 kr. Vägskatt (1931): 0,28 kr. per fyrk. Tillgångar (31/12 1928): borgerlig kn 87189 kr., varav fastigheter 69 300, kyrklig kommun 196 839, varav fastigheter 180 800. Skulder (31/12 1928): borgerlig kommun —, kyrklig kommun 104 000 kr.

### Lantbruket
Brukningsdelar (1927): 636.
Åkerjordens fördelning (1927): vete 51 hektar, råg 391, korn 110, havre 714, blandsäd 36, baljväxter 5, grönfoder 28, potatis 228,foderrotfrukter 85, vall 721, andra växtsl. 1 ochträda 23.
Husdjur (1927): hästar 373, nötkreatur 3 071, får 843, svin 1289, fjäderfän 12 727 och bisamhällen 121.
Urshult Kyrkoherdeboställe i Kronobergs län, Urshults kommun. Omfattar Urshult nr 1, 7/8 mantal; areal 164 hektar, därav 12 åker, 116 skog, taxeringsvärde å jorbruksfatighet 55 400 kr., därav 25 300 jordbruksvärde och 30100 skogsvårdsvärde, å annan fastighet 15 000. Dessutom höra till Urshults kyrkoherdeboställe 2 lägenheter taxeringsvärde å annan fastighet 5 500 kr.
Urshult, stationssamhälle i Kronobergs län, Urshults kommun med c:a 250 inv. (l/dec 1931). Samhället Ingår i Möllekulla nr 1. Station på järnvägslinjen Norraryd—Kvarnamåla, med post-, telefon- och telegrafstation.

## Geografi
Urshults landskommun omfattade den 1 januari 1952 en areal av 240,88 km², varav 165,91 km² land.

### Tätorter i kommunen 1960
I Urshults landskommun fanns tätorten Urshult, som hade 668 invånare den 1 november 1960. Tätortsgraden i kommunen var då 22,7 procent.

## Politik

### Mandatfördelning i valen 1938–1966
| 6 | 12 | 7 |

| 24 |

| 7 | 7 | 11 |

| 23 |

| 9 | 8 | 8 |

| 22 |

| 8 | 7 |  | 9 |

| 22 |

| 8 | 6 | 2 | 9 |

| 22 |

| 8 | 7 | 2 | 8 |

| 21 | 4 |

| 9 | 7 |  | 8 |

| 21 | 4 |

| 8 | 7 | 2 | 8 |

| 21 | 4 |